# Petraía
Petraía är en ort i Grekland.   Den ligger i prefekturen Nomós Péllis och regionen Mellersta Makedonien, i den norra delen av landet, 300 km norr om huvudstaden Aten. Petraía ligger 64 meter över havet och antalet invånare är 939.
Terrängen runt Petraía är platt österut, men västerut är den kuperad. Terrängen runt Petraía sluttar österut. Runt Petraía är det ganska tätbefolkat, med 104 invånare per kvadratkilometer. Närmaste större samhälle är Náousa, 11,9 km sydväst om Petraía. Omgivningarna runt Petraía är en mosaik av jordbruksmark och naturlig växtlighet.